# Gibbaeum angulipes
Gibbaeum angulipes là một loài thực vật có hoa trong họ Phiên hạnh. Loài này được (L.Bolus) N.E.Br. mô tả khoa học đầu tiên năm 1927.